# IC 5288
IC 5288 — галактика типу S0 (спіральна галактика) у сузір'ї Індіанець.
Цей об'єкт міститься в оригінальній редакції індексного каталогу.